# Свидниця
Свидни́ця — село в Україні, у Яворівській міській територіальній громаді Яворівському районі Львівської області. Населення становить близько 500 осіб.
В селі знаходиться дерев'яна церква Різдва Пресвятої Богородиці (УГКЦ). Вперше церква у Свидниці згадується у 1578 році. 
У 1801 році ще існувала стара церква св. Миколи, яка після ремонту перебувала в задовільному стані. В інвентарі 1839 року ця ж церква вже названа Успення Пресвятої Богородиці. В 1880 році коштом місцевої громади і старанням о. С. Балька поставлену існуючу сьогодні церкву, тими ж майстрами і за тим же проєктом, що і церкву в сусідньому селі Коханівка. 

Зачинена з 1961 по 1989 рік. На захід від церкви розташована стінна мурована надбрамна дзвіниця. На світлині з 1996 року ще можна побачити дзвіницю (сьогодні не існуючу), яка стояла на південь від церкви.  Адміністратор: о. мітр. Піта Роман (від 12.03.2020).

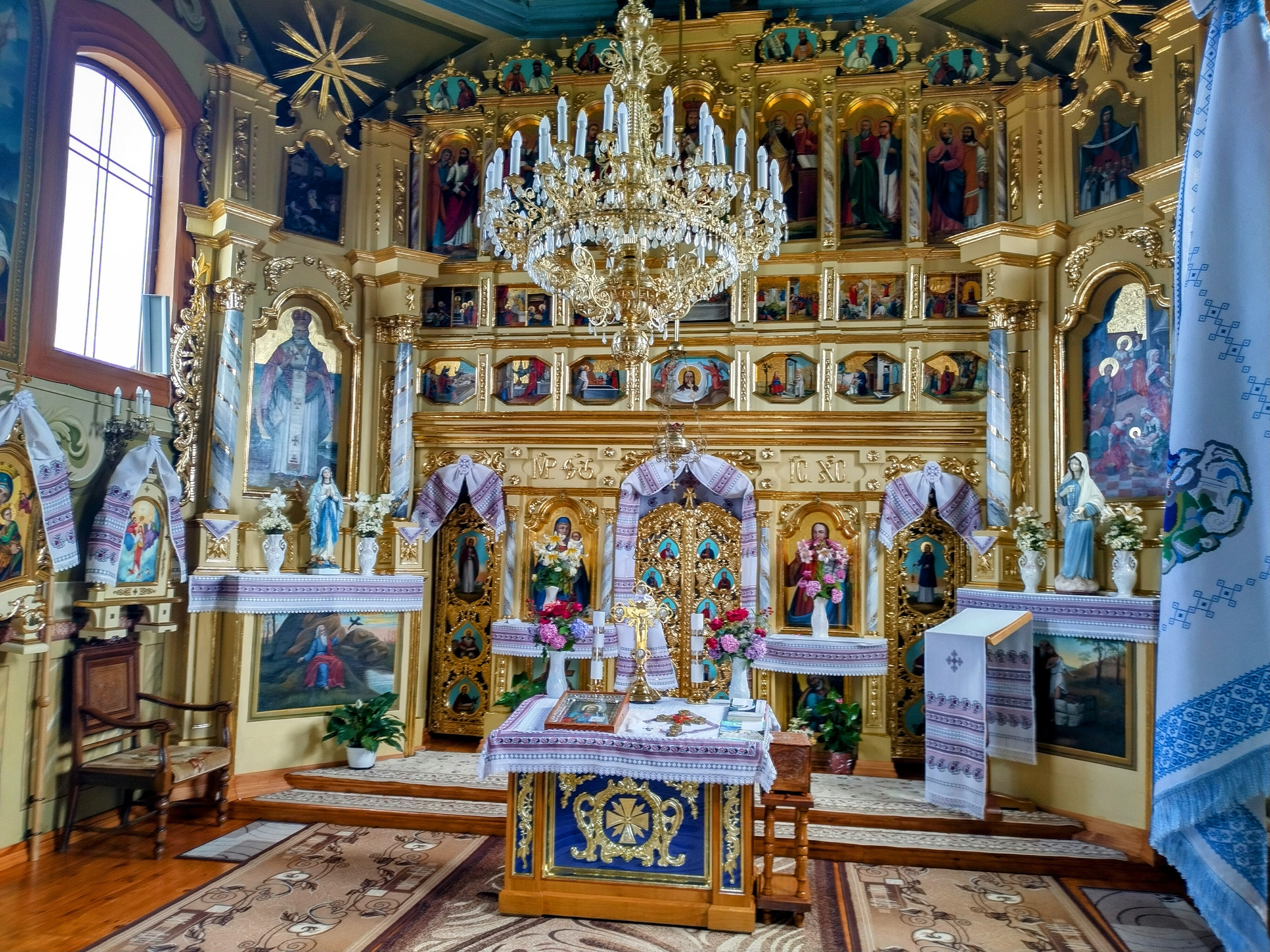
Головний вівтар та іконостас церкви